# Piliers de Tutelle

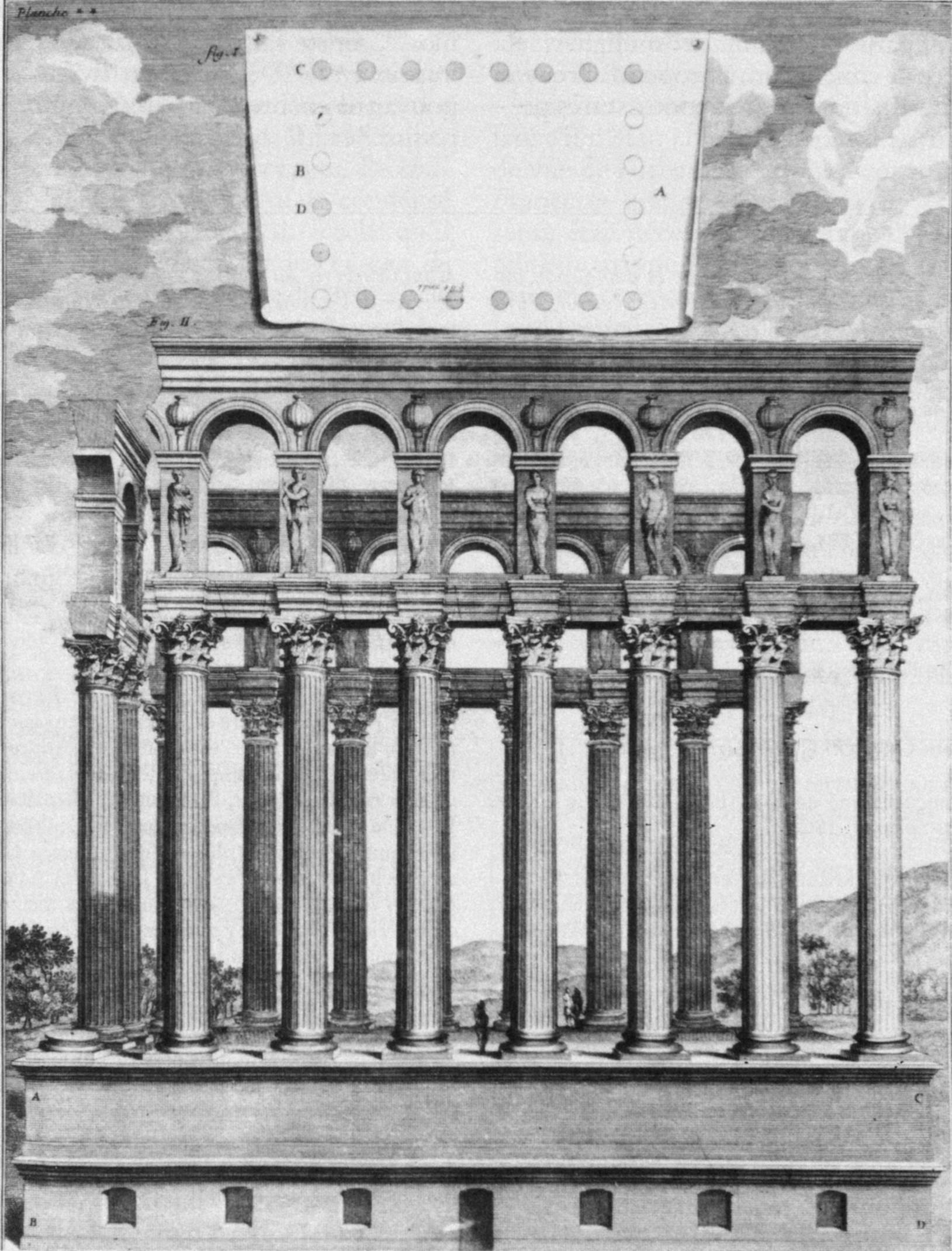
Pianta e raffigurazione dei Pilliers de Tutelle di Claude Perrault

I  Piliers de Tutelle ("Pilastri di Tutela") erano un edificio romano di Bordeaux (Burdigala), costruito nel III secolo.
Era collocato in corrispondenza dell'angolo sud-occidentale del Grand Théâtre de Bordeaux ed era costituito da 24 colonne che sorreggevano un architrave, sopra il quale poggiava un attico ad arcate su pilastri con cariatidi. Fu distrutto nel 1677 per la costruzione del castello Trompette.

## Descrizione
La pianta e l'aspetto dell'edificio, oggi scomparso, sono stati tramandati da un disegno di Claude Perrault (1613-1688), redatto in occasione di un suo viaggio a Bordeaux nel 1669; inciso da Pierre Lepautre, venne pubblicato in Les dix livres d'architecture de Vitruve, 2ème édition del 1684.
L'edificio aveva uno stilobate rettangolare (30 x 22 m)  che dal lato della città aveva un'altezza di 3,30 m, superata tramite una scalinata di accesso di 21 gradini e che era considerevolmente più alta sul lato verso il fiume Garonna, a causa della pendenza naturale del terrenoi. Questa piattaforma era costituita da una parte inferiore in cui si aprivano degli ambienti e in una parte superiore in cementizio rivestita in blocchi di pietra.
Sulla piattaforma costituita dal doppio stilobate sorgeva un colonnato rettangolare di 24 colonne, 8 sui lati lunghi e 6 sui lati brevi. Le colonne avevano fusti scanalati, formati da rocchi sovrapposti di circa 60 cm di altezza e 1,35 m di diametro,  e capitelli corinzi,.Gli intercolumni avevano un'ampiezza di 2,10 m (ritmo picnostilo). Sopra queste colonne poggiava una trabeazione costituita dal solo architrave, che sporgeva con risalti sopra le colonne stesse.
Al posto del fregio sopra l'architrave, in corrispondenza delle colonne, poggiavano una serie di spessi pilastri che sorreggevano arcate ed erano decorati sia sul lato verso l'esterno, sia sul lato verso l'interno da bassorilievi con cariatidi (in tutto 44, dato che all'interno mancavano quelli agli angoli). Le cariatidi sorreggevano visivamente l'imposta delle arcate. Sopra le arcate correva un altro architrave.
L'edificio, alto complessivamente 26 m, doveva essere scoperto, dato che le strutture sono insufficienti a sorreggere il peso della carpenteria di un tetto a capriate.
L'interpretazione del monumento, a cielo aperto, è tuttora incerta. Architettonicamente può essere avvicinato al monumento di Tessalonica noto come las Incantadas, anch'esso di epoca severiana, con il cosiddetto "portico dei Giganti" dell'agorà di Atene, con la facciata dei Prigionieri dell'agorà di Corinto, anch'essa di epoca severiana e con il portico delle Erme a Cirene.

## Storia
L'edificio era stato costruito in epoca severiana, tra la fine del II secolo e gli inizi del III.
Fu descritto per la prima volta nel IX secolo dal geografo arabo Al Himyari, che lo interpretò come un "palazzo di Tito". L'umanista francese Élie Vinet (1509-1587) lo descrisse nel 1580 come un tempio di Tutela.
Nel 1823 nelle banchine del porto furono rinvenuti dei frammenti ritenuti appartenere al monumento distrutto